# Quindici
Quindici község (comune) Olaszország Campania régiójában, Avellino megyében.

## Fekvése
A megye délnyugati részén fekszik. Határai: Bracigliano, Forino, Lauro, Moschiano, Sarno és Siano. A település a Lauro folyó völgyében fekszik, Nápolytól 33 km-re keletre.

## Története
A település alapítására vonatkozóan nincsenek pontos adatok. Valószínűleg egy ókori szamnisz város helyén épült ki. A 10-11. században a vidék egyik legjelentősebb kereskedelmi központja volt, szoros kapcsolatokat ápolt az Amalfi Köztársasággal. Amalfi hajógyárai számára szállított fát. A következő századokban nemesi birtok volt. A 19. században nyerte el önállóságát, amikor a Nápolyi Királyságban felszámolták a feudalizmust. A hagyományok szerint Quindicit a római Decius Quintus azaz tizenöt bandita alapította. 

## Népessége
A népesség számának alakulása:

## Főbb látnivalói
- Madonna della Grazie-templom
- Sant’Aniello-templom
- Santa Lucia-templom